# Buttwil
Buttwil est une commune suisse du canton d'Argovie dans le district de Muri.

Vue aérienne (1953)